# Anne Oskarsson
Anne Katarina Oskarsson, född 10 september 1946 i Böda församling, Kalmar län, är en svensk politiker (sverigedemokrat). Hon är ordinarie riksdagsledamot sedan 2018, invald för Kalmar läns valkrets.
I riksdagen är hon ledamot i skatteutskottet sedan 2021. Hon är eller har varit suppleant i bland annat försvarsutskottet, konstitutionsutskottet, miljö- och jordbruksutskottet, näringsutskottet, skatteutskottet, socialförsäkringsutskottet och trafikutskottet.